# Illinois State Route 17
Die Illinois State Route 17 (kurz IL 17) ist eine State Route (Staatsstraße) im US-Bundesstaat Illinois, die in Ost-West-Richtung verläuft.
Die State Route beginnt an einem ehemaligen Fährhafen in New Boston und führt nach Osten zur Indiana State Route 2 westlich von Lowell. Es ist 337,0 km (209,40 Meilen) lang.

## Verlauf
Die IL 17 ist eine Hauptverkehrsstraße für zahlreiche Kleinstädte in Zentral-Illinois. Sie überquert den Illinois River bei Lacon und führt durch Dwight und Kankakee, bevor sie sich mit der Illinois Route 1 verbindet und östlich von Grant Park nach Indiana gelangt.
Die IL 17 überschneidet sich auch mit der U.S. Route 34, der Illinois Route 251 (alte U.S. Route 51) und der Illinois Route 40 südlich von Wyoming. Es überquert auch den Kankakee River in Kankakee, Illinois. Die Route ist größtenteils eine zweispurige Straße, außer durch Städte, wo sie gelegentlich zu einer zweispurigen Straße mit einer mittleren Abbiegespur wird. Östlich von Kankakee wird die IL 17 zu einem vierspurigen, geteilten Highway.
An ihrem westlichen Endpunkt ist IL 17 eine der wenigen Strecken im Bundesstaat, die keinen Anschluss an eine Staatsstraße oder U.S. Route eines anderen Bundesstaates hat. Eine Fährverbindung nach Iowa wurde in den 1970er Jahren eingestellt, aber die Endstation wurde nicht nach Osten verlegt, um dies widerzuspiegeln.

## Geschichte
Die SBI Route 17 verlief ursprünglich von Lacon nach Grant Park. Die einzigen Änderungen an der Route 17 waren Verlängerungen nach Osten und Westen sowie eine Verlegung auf eine neue Straße südlich von Streator.
Die Illinois Route 83A verband die Illinois Route 83 (jetzt Illinois Route 17) mit Keithsburg.